# Heinrich III. von Virneburg

Heinrich III. von Virneburg (* um 1295; † 21. Dezember 1353) war Erzbischof und Kurfürst von Mainz (1328/37–1346/53).
Heinrich war ein Sohn des Grafen Ruprecht II. von Virneburg († vor 1308) und dessen Frau Kunigunde von Neuenahr und ein Neffe des Kölner Erzbischofs Heinrich II. von Virneburg, dessen Einfluss auf Papst Johannes XXII. entscheidend für die päpstliche Ernennung seines Neffen zum Mainzer Erzbischof war. Das Mainzer Domkapitel hatte als Nachfolger des verstorbenen Matthias von Buchegg den Trierer Erzbischof Balduin von Luxemburg gewählt, mit dem sich Heinrich bis 1336 einen erbitterten Streit um das Mainzer Erzepiskopat lieferte. Erst dann wurde er allgemein anerkannt.
Heinrich galt als Anhänger des Kaisers Ludwig des Bayern. Dies führte zu Spannungen mit Papst Benedikt XII. 1338 fand in Mainz eine Provinzialsynode statt, auf der Heinrich zwischen dem Papst und dem Kaiser vermitteln wollte. Er schrieb am 27. März 1338 eine Erklärung an die Kurie, aber der Vermittlungsversuch scheiterte. Im Thüringer Grafenkrieg ab 1342 stand er auf der gegen die Wettiner kämpfenden Seite der Grafen.
1346 wurde Heinrich wegen seiner Parteinahme für Kaiser Ludwig IV. von Papst Clemens VI. abgesetzt, der in diesem Jahre die Wahl seines alten Bekannten Karl IV. zum Rex Romanorum betrieb, um so im Streit mit Ludwig dem Bayern siegreich zu bleiben. Clemens ernannte statt seiner am 7. April 1346 Gerlach von Nassau zum neuen Mainzer Erzbischof. Nach dem Tod Kaiser Ludwigs im folgenden Jahr sank Heinrichs Bedeutung. Dennoch behauptete er sich, vor allem dank der tatkräftigen Unterstützung durch seinen Dompropst Kuno II. von Falkenstein, in Mainz bis zu seinem Tod im Jahre 1353, in immerwährendem Streit mit Gerlach von Nassau.
Das erneute Mainzer Schisma hatte erhebliche negative Auswirkungen für die Territorialpolitik des Kurfürstentums. Landgraf Heinrich II. von Hessen nahm Partei für Gerlach von Nassau und besiegte 1347 ein Heer Heinrichs entscheidend zwischen Fritzlar und Gudensberg in Nordhessen. Nach dieser Niederlage musste Kurmainz 1353, nachdem Heinrich von Virneburg gestorben war, seine hessischen Besitzungen von den Landgrafen als Lehen nehmen, lediglich Fritzlar, Amöneburg und Naumburg blieben Eigenbesitz.
Heinrich wurde im Mainzer Dom beigesetzt.